# Alexander Keighley
Alexander Keighley (* 3. Februar 1861 in Keighley, Yorkshire; † 2. August 1947 ebenda) war ein britischer Amateurfotograf. Er gilt  als  Vertreter der „impressionistischen Fotografie“ und als einer  der einflussreichsten Künstler der piktorialistischen Bewegung in Großbritannien im 20. Jahrhundert.

## Leben
Alexander Keighley war Sohn eines wohlhabenden Yorkshire-Fabrikanten. Sein Vater Joseph Keighley war von ritterlicher Abstammung.
Als jüngster Sohn, nach zwei Schwestern und einem Bruder, wurde Keighley 1867 von seinen Eltern anfangs auf eine Dame’s School geschickt. Fünf Jahre später wechselte er dann auf die Old Grammar School.
Hier begann sich Keighley für das Fach Biologie zu interessieren und schaffte es, mit einer wissenschaftlichen Arbeit ein Stipendium für die Londoner School of Mine, das spätere Royal College of Science, zu erhalten. Als einer der jüngsten Studenten an der Universität, begeisterte er sich vor allem für die Lehrveranstaltungen von Thomas Huxley. Neben Biologie belegte er bei Huxley auch Geologie und Botanik. 1879 wurde er Gründungsmitglied der Keighley Scientific and Literary Society. Anschließend plante Keighley Medizin zu studieren, doch kaum waren seine Kurse beendet, verpflichtete ihn sein Vater, in das Familienunternehmen einzusteigen. Tatsächlich wurde Keighley 1886 Direktor der Sudgen Keighley Company und blieb es bis 1932.
1905 heiratete Keighley Lily Howroyd aus Bradford. Am 2. August 1947 starb Alexander Keighley in Keighley.

## Keighley als Künstler

### Photographische Karriere
Als Keighley 1883 seinen ersten öffentlichen Vortrag „Geology of Airedale“ auf einem Ausflug der Yorkshire Naturalist’s Union hielt, sah er, wie ein Geologe die neue photographische Trockenplatte verwendete. Davon inspiriert, besorgte sich Keighley eine Fotoausrüstung und richtete sich eine Dunkelkammer auf dem Dachboden ein.
Er begann erst einmal damit, seine Familie, Verwandte und deren Häuser und Gärten zu fotografieren. Beeinflusst von Henry Peach Robinsons Arbeiten und Schriften, versuchte er sich dann auch an der piktorialistischen Photographie. Keighley trat  früh der Bradford Photographic Society bei, die sich hauptsächlich für die technischen Vorgehensweisen der Fotografie interessierte.
Seinen ersten großen Erfolg feierte er 1887, als er mit zwölf eingereichten Arbeiten einen Wettbewerb der Zeitschrift „Amateur Photographer“ gewann. Jurymitglied P.H. Emerson kritisierte später zwar seine damalige Ausrichtung auf einen scharfen Fokus und nannte ihn einen „gum-splodger“ (etwa: Gummi-Kleckser), trotzdem schaffte es Keighley bei diesem Wettbewerb vor Alfred Stieglitz platziert zu werden, der nur den zweiten Platz erreichte. 1889 nahm er mit vier Photographien an einer großen Ausstellung von The Photographic Society of Great Britain (später: The Royal Photographic Society) teil.
1892 gehörte Keighley dann der Gruppe bekannter Amateurfotografen an, die aufgrund unzureichender Anerkennung ihrer Kunst den Club The Linked Ring gründeten. Auch wenn die alleinige Zugehörigkeit ein Zeichen seiner Prominenz war, stach Keighley damals noch nicht besonders aus der Menge seiner Zeitgenossen hervor. In den ersten 15 Jahren fand er zwar Zustimmung in der Presse, aber Enthusiasmus und eine breite Rezeption wollten sich nicht einstellen.
1898 wurde Keighley Präsident der Bradford Photographic Society, deren Ausstellungen in der Bradford Art Gallery stattfanden und aus der sich 1899 auch die Yorkshire Photographic Union bildete. Spätestens mit dem Tod von A. Horsley Hinton 1908 zählte Keighley zur Spitze der piktorialistischen Photographen in Großbritannien.
1910 trat er The Royal Photographic Society (R.P.S.) bei. Im selben Jahr noch wurde seine erste Einzelausstellung in London von der R.P.S. veranstaltet, und nur ein Jahr nach dem Beitritt hatte er das Privileg, F.R.P.S. (Fellow of the Royal Photographic Society) hinter seinen Namen setzen zu dürfen. Von da an fanden viele Einzel- wie Gruppenausstellungen mit Keighleys Werken statt. 1924 wurde er schließlich zum Ehrenmitglied der R.P.S. ernannt.
Von 1938 bis 1939 reiste Keighley mit dem Auto 6.000 Meilen quer durch Südafrika, um die Verbindung zu den dortigen fotografischen Organisationen aufrechtzuerhalten.
Fünfzig Jahre lang fertigte Keighley jährlich fünf bis sechs Bilder an – damals eine erstaunliche Leistung, die immer auf einem hohen künstlerischen Niveau blieb. Im Sommer 1943 fand eine großausgelegte Retrospektive in der Bradford Art Gallery der R.P.S statt, in der die Entwicklung seiner Arbeiten bewundert werden konnte. Nach seinem Tod 1947 organisierte die R.P.S. zu seinen Ehren ebenfalls eine Ausstellung in London.

### Ausrüstung
Zu Beginn seiner Karriere begleitete ihn seine Plattenkamera (whole plate camera, „Ganze Platte“). Modelle und Hintergründe wurden dabei gezielt ausgesucht; aufgrund der langen Belichtungszeit war die Frage der optimalen Positionierung von großer Bedeutung. Hier war es durchaus von Vorteil, dass sich Keighley einen Assistenten leisten konnte, der ihm mit seiner Ausrüstung half. Seine Kamera hatte eine „Goerz-Celor“ Anastigmaten-Linse mit Abdeckungshaube und festmontierter gelben Blende. Über der Linse gab es einen großen Sucher, der vorsichtig eingestellt wurde, damit er auch dem Sichtfeld entsprach. Der Fokus war konstant auf 10 Meter eingestellt.
Mit der Einführung schnellerer Fotoemulsionen und Handkameras konnten in kurzer Zeit Abzüge erstellt werden. Auch Keighley verwendete fortan eine 1/4-Platten-Boxkamera (quarter plate box camera). Durch den kurzen Faltbalken vorne und mit der mit braunem Papier abgedeckten Rückseite, in der sich der Film befand, war die Kamera so verhältnismäßig klein, dass sie unter seinem Arm nur wie ein kleines braunes  Paket aussah. Diese Unauffälligkeit war für Keighley auf seinen vielen Reisen sehr hilfreich, da sich viele Einwohner vor dem „teuflischen Auge“ eines Fotografen fürchteten.

### Arbeitsweise
Keighley fotografierte gerne die Natur oder den Menschen in natürlicher Umgebung. Auch versuchte er manchmal „mystische“ Gegenstände einzufangen und darzustellen. Die meisten seiner Bilder entstanden außerhalb von Großbritannien. Mit seiner ersten Reise wurden Auslandsreisen für Keighley ein jährliches Vergnügen. Zu seinen Zielen gehörten beispielsweise Marokko, Frankreich und Griechenland. Dabei begnügte er sich nicht mit den großen Städten, sondern suchte immer nach dem Motiv der unverfälschten Bewohner vom Land.
Zu Beginn seines Photographendaseins (1887) setzte Keighley noch auf einen scharfen Fokus. Allerdings war es weniger H. P. Robinson als vielmehr P. H. Emerson, der die Unschärfe propagierte. Ab 1890, vermutlich nachdem er George Davisons impressionistische Photographien sah, fand er zu seinem eigenen impressionistischen Stil. Seine Photographien wurden als poetisch, lyrisch und romantisch beschrieben.
Für seine ersten Arbeiten benutzte er Albuminpapier. Danach experimentierte er auch mit unterschiedlichen Prozessen und machte Gebrauch von Platin, Öl, Bromöl und Gummi-Bichromat. Schließlich nutzte Keighley den Kohledruck ausgiebig für seine Werke.
Aus seinen „quarter-plate“-Negativen erzeugte er durch Vergrößerung „whole-plate“-Positive. Dabei verwendete er auch gerne mehrere Negative für ein Positiv. Oftmals vergrößerte er auch seine 10x20" großen Bilder erheblich – meistens auf eine seinerzeit ungewöhnliche Größe von 16x20 oder 24x30 inches (=60x75 cm).
Des Weiteren verstärkte er dunkle Töne, wenn er es für nötig hielt, ließ unerwünschte Details verschwinden, setzte Akzente und spielte mit den Tonvariationen, um die gewünschte Atmosphäre zu erzielen. Er retuschierte seine Kohlegravüren teilweise so stark, dass man das Negativ darunter nur noch erahnen konnte. Daher wurden seine Bilder oft als „camera-paintings“ bezeichnet.

## Ausstellungen

### Einzelausstellungen
Die Zahl in den Klammern gibt an, wie viele Werke ausgestellt wurden
Quelle
- 1910 Royal Photographic Society, London (45)
- 1912 Paris (40) und Wien (40)
- 1913 München (40)
- 1917 Washington DC, USA (66)
- 1920 New York Camera Club, New York (54)
- 1923 Washington DC, (67)
- 1930 Chicago (47)
- 1933 Paris (64)

Von 1923 bis 1941 fanden viele weitere Ausstellungen statt. Als Beispiel zu nennen wären London (The Camera Club), Cleveland, Birmingham, Hampshire House (Hammersmith), Rochester, Boston, Rugby, Loughborough, uvm. … in denen zwischen 30 und 61 Photographien ausgestellt wurden.
- 1943 Royal Photographic Society, London  und Bradford Art Gallery, Bradford
- 1947 Royal Photographic Society, London

### Gruppenausstellungen
Quelle
- 1889 The Photographic Society of Great Britain (später R.P.S.) London
- 1899 Salon, Philadelphia (USA)
- 1903 8e Salon International de la Photographie, Paris; Photographic Salon, London
- 1904 Salon du Photo-Club, Paris
- 1905 Exposition Internationale, Genova (Italien); Salon du Photo-Club, Paris
- 1906 Salon du Photo-Club, Paris; Photographic Salon, London
- 1907 The Scottish Salon (GB)
- 1913 Exposition S.F.P., Paris
- 1924 Stockholm
- 1927 Salon International de la Photographie, Paris
- 1930 XXIXe Salon International d’Art Photographique, Paris
- 1978 PICTORIAL PHOTOGRAPHY IN BRITAIN
- 1900–1920, Hayward Gallery, London

## Werke (Auswahl)
Quelle
See-Saw, 1883.

My Lady’s Garden, 1899.

The White Sail, 1901.

Grace before Meat, 1901.

The Olive Branch, 1904.

A Spring Idyll, 1904.

The Shepherdess, 1905.

Calle del Duomo, Chioggia, 1906.

The Bridge, 1906.

A Spring Pastoral, 1907.

The Rest is Silence, 1909.

Fantasy, 1913.

The Sphinx, 1915.

The Harp of the Winds, 1917.

A Castle of Romance, 1917.

The Gathering of the Flock, 1924.
Three Boats, 1923.

A Greek Temple, 1926.

A Bridge, Montenegro, 1927.

Adieu, 1932.

The River Bed, 1934.

Ali Baba’s Cave, 1934.

A Castle in Spain, 1935.

At the Palace Gate, 1936.

The Family, 1936.

The Sheik, 1937.

The Keeper of the Mosque, 1940.

The Church Steps, 1940.

Service Time, 1941.

The Old Cloister, 1942.

Woodland, 1943.